# 孙悟空

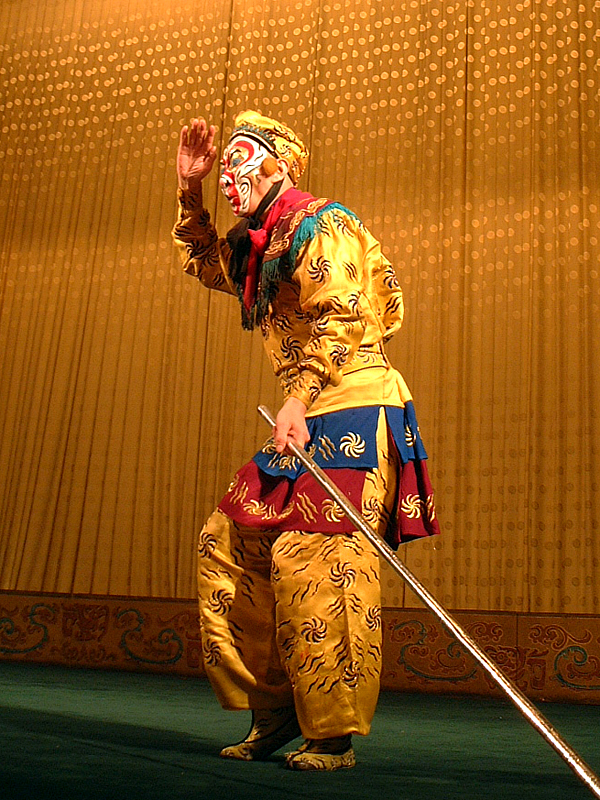
京剧中孙悟空的形象

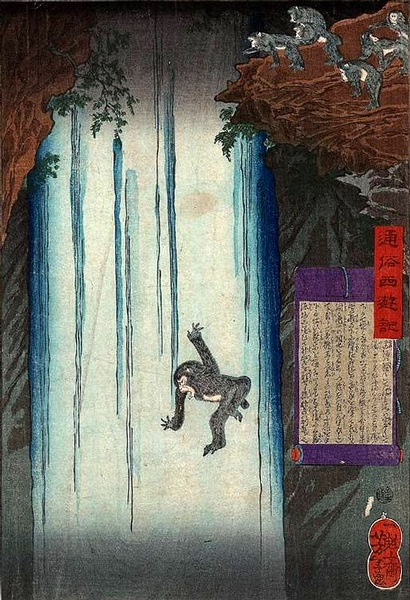
孙悟空闯入水帘洞，月冈芳年绘

孙悟空，是在小說《西游记》当中唐僧的四个徒弟之一，排行第一，別名孙行者、孙猴子。自封美猴王、齊天大聖。因曾在天庭掌管御马监而又被称为弼马温，在取经完成后被如來佛祖授封為鬥戰勝佛。
在小說中，孫悟空出身花果山，是由靈石中吸收天地靈氣、日月精華孕育而成之石猴，在出海後自須菩提祖師處修得七十二變地煞術。修行後他曾先後闖龍宮、地府，取得能隨使用者心意自由變化大小的如意金箍棒、並自閻羅王的生死簿上除籍取得永壽。經天界玉皇大帝招安後，由於未受邀蟠桃會並遭譏諷，孫悟空以「齊天大聖」之名大鬧天宮、隻身與天兵天將相持，後遭釋迦如來鎮壓於五行山（五行山）下。他在封印五百年後被南海觀世音點化，保護唐三藏法師前往西天取經，協同豬八戒、沙悟淨和白龍馬艱辛克難伏魔降妖。旅途中，孫悟空屢次運用其武藝與智慧，拯救為妖怪所劫的唐僧師徒。歷經九九八十一難後，終至西天取得真經功成正果。
孙悟空为東亞漢字文化圈中智勇兼備的代表性角色，被諸多文學、戲曲、影視作品重新演繹。此類作品在設計上多所沿用原著中孫悟空所使用之金箍棒、筋斗云、七十二變、分身术等等法寶神通，或是參考其本身聰明、調皮、活泼、忠诚、嫉恶如仇等性格特徵。
《东游记》、《南遊記》也談及關於齊天大圣孙悟空的其他故事。《南遊記》提及孫悟空有子女：奇都、羅猴、月孛三位星君。。

## 人物形象

### 吴承恩《西游记》的版本
根據《西遊記》描述，孙悟空是东胜神洲傲来国花果山灵石孕育迸裂、见风而成之石猴。乃一仙石吸收天地之气孕育而生。（《西游记》第七回提到孫悟空本體其實是“光明一顆摩尼珠”。）在花果山佔山为王三五百载（《西游记》第三回中提到生死簿上注明孙悟空“该寿三百四十二岁”）。后为了寻求长生不老的方法，历经八九载，跋山涉水，在西牛贺洲灵台方寸山斜月三星洞拜须菩提老祖为师，习得地煞七十二变和筋斗云，并首次取姓為孫（菩提祖师以猢狲起姓），取名悟空。原著《西遊記》第三十六回中描述長相為：「七高八低孤拐臉，兩隻黃眼睛，一個磕額頭，獠牙往外生。就象屬螃蟹的，肉在裏面，骨在外面。」，其他路人及妖怪對於孫悟空的長相皆說是「毛臉雷公嘴」。
原著中描述其身高不滿四尺，但也有些爭議，在孫悟空降伏豬八戒時有這段描寫“行者又拔了一根毫毛，吹口仙氣，叫‘變！’即變做一條三股麻繩，走過來，把手背綁剪了。那怪真個倒背著手，憑他怎麽綁縛。卻又揪著耳朵，拉著他，叫：“快走！快走！”那怪道：‘輕著些兒！你的手重，揪得我耳根子疼。’”，孫悟空降伏豬八戒時能揪著他的耳朵，說倆人身高相差不大。孫悟空出海學藝時嚇倒路人後剝下他們的衣服就能穿在身上，這也說明孫悟空的身材和普通人一般。在龍宮取得金箍棒後還要討取盔甲，鳳翅紫金冠、鎖子黃金甲和藕絲步雲履是四海龍王所擁有，不會特地為孫悟空量身打造，但孫悟空穿起來卻很合身，可見孫悟空是常人身高。

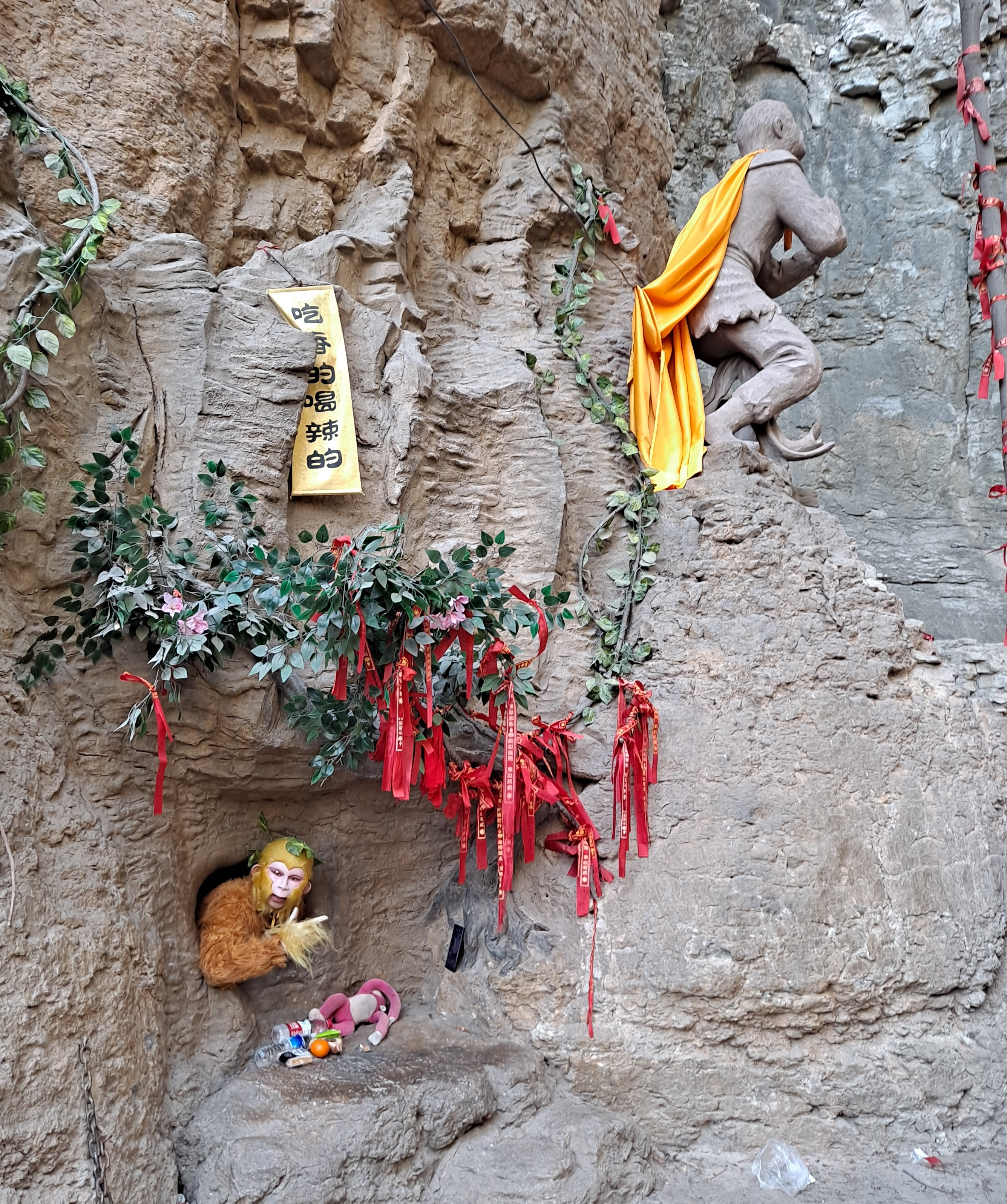
相传孙悟空被如来压在五行山苦禅洞

此后，孙悟空为了寻一件称手的兵器，大闹龙宫，终寻得到東海龍王敖廣的天河定海神針如意金箍棒（北海龙王敖顺送一双藕丝步云履，西海龙王敖闰送一副锁子黄金甲，南海龙王敖钦送一顶凤翅紫金冠），因阳寿已尽而大闹地府，嚇得十殿閻王和牛頭馬面躲東躲西，修改了生死簿，把“孙”姓删除，返回花果山。后来孙悟空第一次受天界招安，並封为弼马温。因嫌官小受騙受辱，於是叛離天界並回到凡間。孫悟空在獨角鬼王的建議下自封为齐天大圣，並與另外六名妖怪結為兄弟（牛魔王、蛟魔王、鵬魔王、獅駝王、獼猴王、𤟹狨王）、各自取了大聖之名號，且打败了巨靈神及哪吒三太子。后被天界第二次招安，玉帝承认了他自封的封号「齐天大圣」，又偷吃蟠桃、御酒、仙丹。玉帝发十万天兵都无法收服，后被二郎真君加梅山六怪和太上老君合力擒拿，刀劈雷击皆不得伤，被封於八卦爐七七四十九日，逃过一劫偷吃仙丹练就火眼金睛。出来后继续大闹天宫，被如来佛祖压于五行山下五百年（山上贴有唵嘛呢叭咪吽六字真言）。
五百年后唐僧西天取经，路过五行山，揭去符咒，才救下孙悟空，收起为徒弟。同往西天取经。取经路上，孙悟空降妖除怪，屡建奇功，另外與镇元子結為兄弟，然而数次被师傅唐僧误解、受到紧箍咒的惩罚，两次被驱逐。孙悟空在玉华州收其王的长子为徒弟。历经八十一难，终于大功告成，师徒四人到达西天雷音寺，取得三藏佛經。孙悟空修得正果，被封為鬥戰勝佛。

### 其他故事版本
- 宋代《大唐三藏取經詩話》，孫悟空的角色原型「猴行者」，其外觀為白衣秀才，來自花果山紫雲洞，自稱八萬四千銅頭鐵額獼猴王。[4]在故事結尾時，獲封「銅筋鐵骨大聖」。[5]
- 元代楊景賢的《西遊記》雜劇中，孫悟空的稱號為“通天大聖”而非齊天大聖。他一共五個兄弟姐妹：“小聖弟兄、姊妹五人，大姊驪山老母，二妹巫枝祗聖母，大兄齊天大聖，小聖通天大聖，三弟耍耍三郎。”[6][7][8]此外，孫悟空有名妻子娇姿，是遭他強娶的金鼎國公主。
- 明代的《南遊記》中，孫悟空的女兒名叫月孛星，華光大帝是孫悟空的結拜兄弟。
- 明代的《西遊補》中，孫悟空在幻覺中見到了因為自己在鐵扇公主肚子裡大鬧而意外造成她懷孕所生下的兒子・波羅蜜王。[9]
- 明代《後西遊記》中，孫悟空有弟子孫履真（孫小聖 / 小行者）。
- 清代蒲松龄著《聊斋志异》中有《齐天大圣》，故事里齐天大圣收了原本不相信齊天大聖信仰的许盛为徒。

## 名称

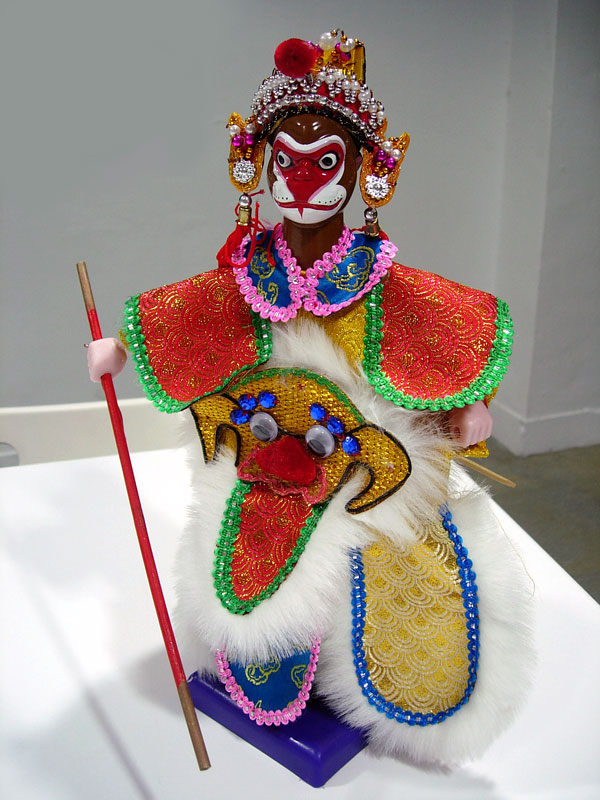
一個齊天大聖角色的布袋戲偶

- 石猴：由於孫悟空是從石卵中見風所化，故在故事初期天庭的神仙又多稱其為石猴。
- 美猴王：孙悟空刚出生时，带领群猴进入水帘洞后成为众猴之王，因此自称美猴王。
- 孙悟空：菩提祖师所取的名字。观音菩萨、如来佛祖、唐僧等人会简称为“悟空”。事實上，悟空之名，原著借鉴了唐代名僧釋悟空之法號（俗名車奉朝，唐初開元、天寶間人）。[10]
- 上仙：去龙宫时東海龍王敖廣對孫悟空的稱呼。
- 弼马温：第一次天庭招安时所封官职，職責為飼養照料玉帝的坐騎，为不入流的小官。孙悟空认为这段经历是奇耻大辱，因此每当他人提及这一名号都会怒不可遏。
- 齐天大圣：孙悟空受封弼馬溫後因自感受骗怒離天庭，回到花果山自封齐天大圣。後來天庭承认该封号，天庭仙班皆敬稱孫悟空為大聖。
- 孙行者：唐僧取的稱呼。《西游记》內文也以「行者」称孙悟空。
- 鬥戰勝佛：孫悟空取到西經後佛祖冊封的佛號，可說是表揚孫悟空戰無不勝，並一路護衛唐僧取經的功績；此名取材自三十五佛之一的鬪戰勝佛（英语：Thirty-five Confession Buddhas）。
- 金、金公：《西遊記》一書以五行對應唐僧師徒五人（含白龍馬），其中，孫悟空對應“金”，又稱“金公”，如第38回“金木参玄见假真”；第47回“金木垂慈救小童”；第86回“木母助威征怪物，金公施法灭妖邪”；第89回“金木土计闹豹头山”。
- 心猿：如第85回“心猿妒木母”；第88回“心猿木土授门人”。
- 猴哥、大师兄：豬八戒、沙悟净和小白龙對孫悟空的稱呼。

- 猴头、泼猴：源自其相貌，多为妖怪们对其蔑称

## 原型

### 悟空法师
唐朝名僧悟空（731—812），俗名车奉朝，京兆郡云阳县（今陕西省泾阳县云阳镇一带）人，為后魏拓跋氏之后。曾於天竺迦溫彌羅國（今喀什米爾）學習梵文與經典，並旅居疏勒、于闐、龜茲、健馱邏國等地，其名與出使西域的經歷被視為孫悟空可能的靈感來源之一。

### 福建猴神崇拜
有學者認為西遊記創作時可能從福建的大聖信仰汲取了靈感。閩地山區自古多猴，福建人對齊天大聖的信仰可能與閩越族猴神崇拜有關，且當地流傳不同於《西游记》版本的齊天大聖傳說。齊天大聖是中國民間信仰重要神祇之一且信眾遍及兩岸三地，而海內外齊天大聖信眾多視福建為大聖信仰的祖地。大聖信仰主要發源於福建福州屏山（宋代）、閩安鎮迥龍橋北的聖王廟（宋代）、順昌寶山有天然猴形巨石且山頂亦建有齊天大聖及通天大聖墓祠（元末明初；见顺昌县文物保护单位），且為許多齊天大聖信眾視為大聖信仰的祖地。，這些信仰的可考證的起始年代均早於吳承恩創作《西遊記》的時間（明代）。

### 印度起源说：哈奴曼
胡適提出孫悟空原型受印度史詩《羅摩衍那》裡的神猴哈奴曼影響，他在其《西遊記考證》中說：「我總疑心這個神通廣大的猴子不是國貨，乃是一件從印度進口的。也許連無支祁的神話也是受了印度影響而仿造的。」「我依著鋼和泰博士的指引，在印度最古的記事詩《羅摩衍那》裡尋得一個哈奴曼，大概可以算是齊天大聖的背影了」。語言史學家陳寅恪、季羨林也支持類似主張。
此一說法於學界引發較大爭議，魯迅、金克木等該說反對者認為，《羅摩衍那》等印度史詩在當時缺乏漢譯本、亦不像佛經在中國廣泛流傳，無法證明《西遊記》作者曾看過這些故事。並認為相關故事僅僅是有一點類似，不能作為確證。

### 无支祁
魯迅提出孫悟空受淮渦水神無支祁影響，在其授課記錄稿《中國小說的歷史的變遷》裡提及了《西遊記》中多有受唐人小說的影響的地方，並指出作者很可能參考了李公佐《李湯》一文中猿神無支祁被大禹收伏、徙到淮陰的龜山下的傳說。

### 石槃陀
有主張認為孫悟空原型為玄奘在偷渡出關時所依靠的第一個弟子石槃陀。石槃陀為胡人，出家成為玄奘弟子後即為「胡僧」，可能因此口耳相傳訛誤為「猢猻」。且胡人體毛相較於中原漢人而言較多，也可能給予時人毛茸茸的印象。石槃陀在玄奘出西域後幫了不少忙，然而最後卻起了異心，欲殺玄奘。該說提出者認為兩人間曲折離奇的關係，可能為西遊記中唐三藏與孫悟空的互動關係提供了靈感與啟發。然此說忽略了中古漢語「胡僧」與「猢猻」的差異性，因此視之為趣談即可。

### 其他
清代刘一明所著《西游原旨》认为石猴代表灵根，在佛家为心，所以西游记中常用心猿来指代孙悟空。另外申猴属金，所以又经常金公之说。（金公即是金属铅。）内丹学中，铅一样指代指先天一炁，与前述的心猿相照应。

## 宗教信仰

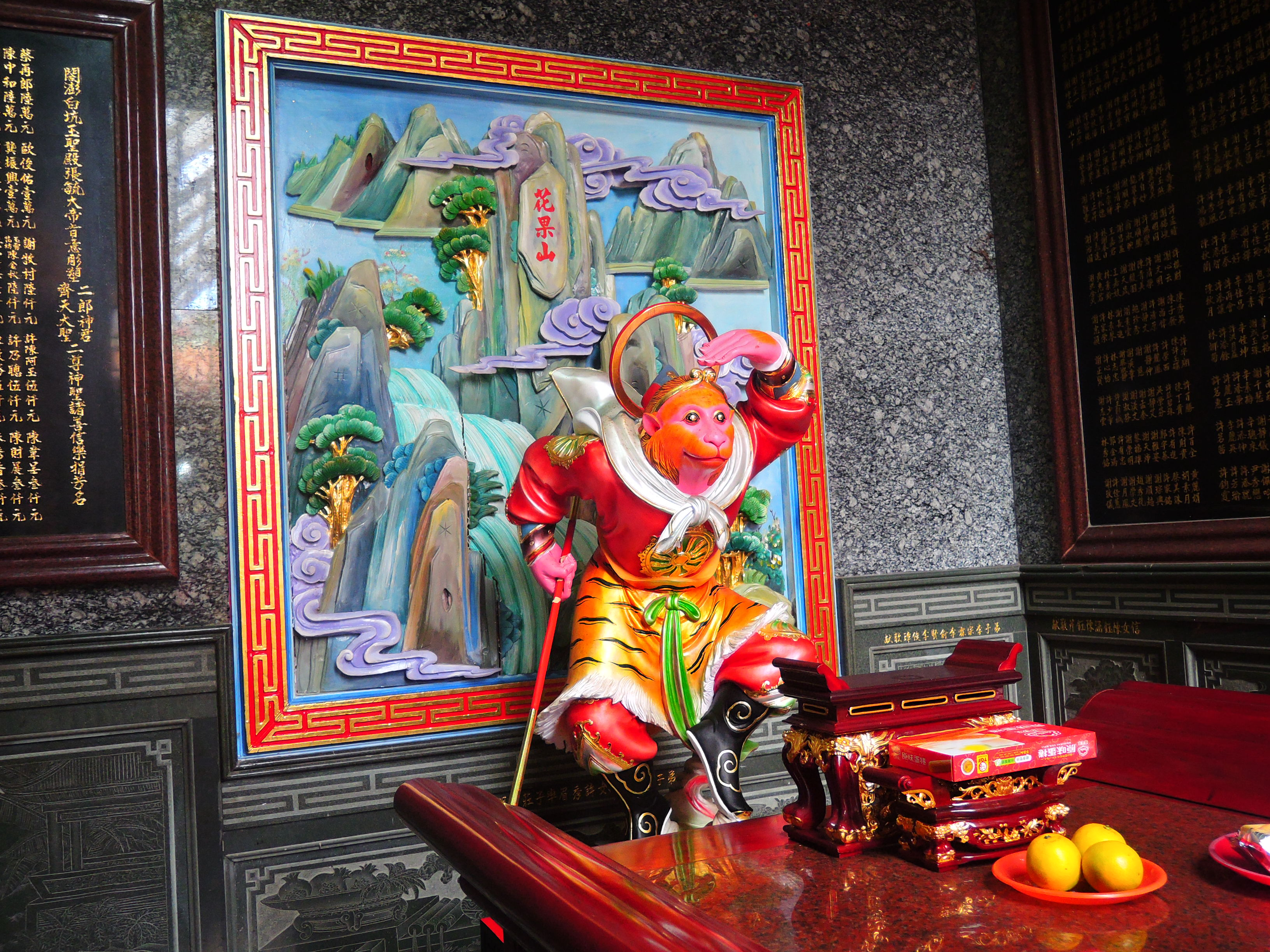
供奉廟宇內的齊天大聖像，攝於台灣澎湖縣湖西鄉的白坑玉聖殿。

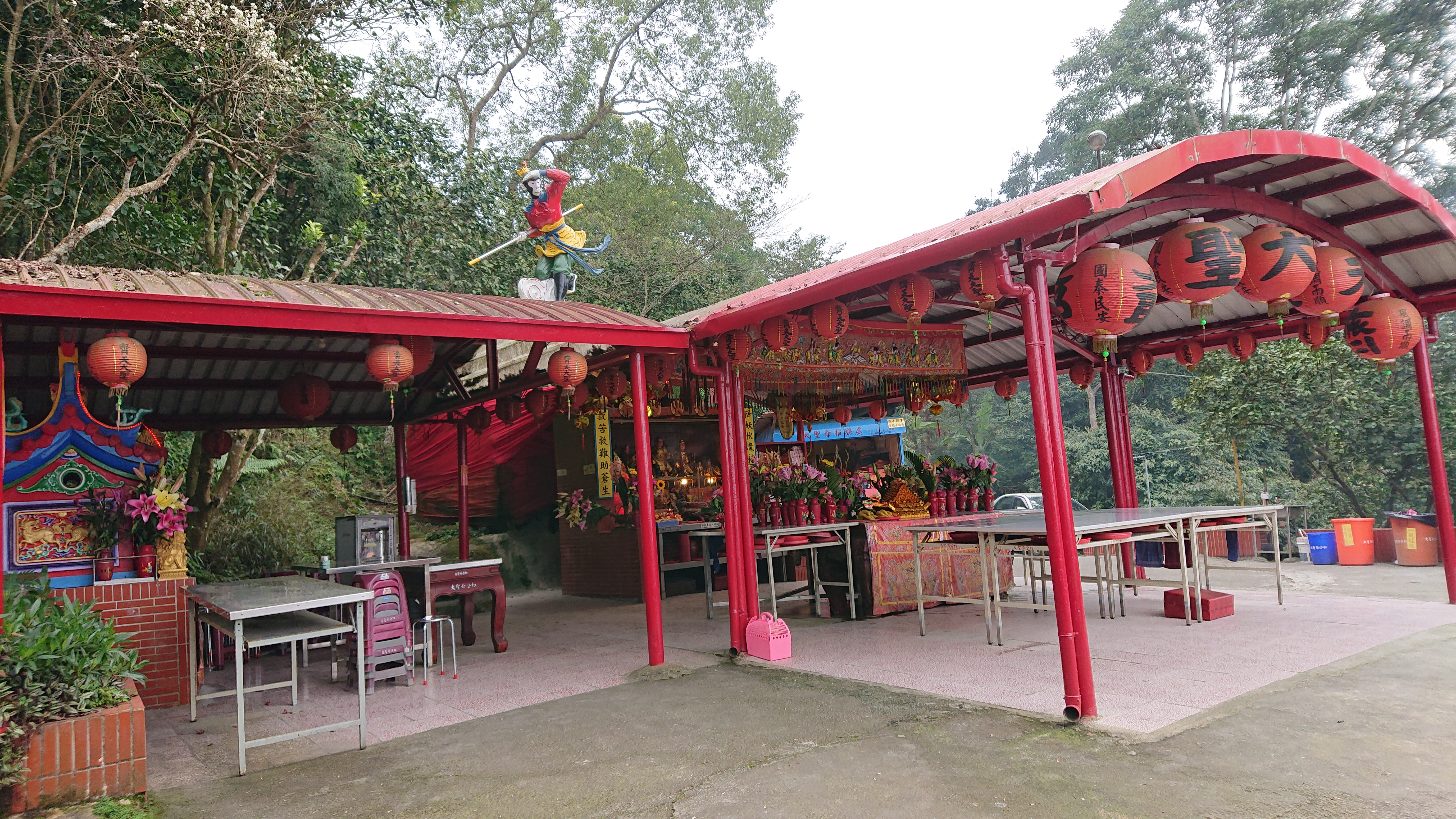
新竹縣北埔鄉五指山上的大聖爺廟

猴神崇拜因《西遊記》讓「齊天大聖」成為家喻戶曉的角色，遂與其他猴神信仰混淆，以為凡猴神、大聖爺即是指「齊天大聖孫悟空」，且成為華人社會所信仰的神明之一，其廟宇遍布中國大陸、香港、台灣，以及馬來西亞，如台灣澎湖白坑玉聖殿相傳供俸齊天大聖，據傳源自於白坑村乃有猿穴窩藏的傳說。香港九龍大聖寶廟亦是供奉孫悟空的道教宮廟。

### 庙宇
| 中國大陸                             | 中國大陸                 | 中國大陸 | 中國大陸                          |
| 建立年份                             | 廟宇名稱                 | 省份     | 備註                              |
| ------------------------------------ | ------------------------ | -------- | --------------------------------- |
| 宋天圣元年（西元1023年）             | 紫竹岩齐天洞府屏山祖殿   | 福建省   | 福州市鼓楼区華大街道龍峰社區      |
| 清光緒年間（重建）                   | 玉封齊天府霞江清泉庵     | 福建省   | 福州市臺江區蒼霞街道中平社區      |
| 宋端平元年（西元1234年）             | 閩鎮齊天府               | 福建省   | 福州市馬尾區亭江镇                |
| 清道光甲申年（西元1824年）           | 鑾浦聖王廟               | 福建省   | 福州市闽侯县上街鎮                |
| 明弘治年间                           | 天王宫（猴王庙）         | 福建省   | 福州市闽侯县小箬乡                |
| 1997年（竣工）                       | 塘歧境水部尚書公廟       | 福建省   | 福州市連江縣北竿鄉                |
| 清代                                 | 院尾齐天大圣祭坛         | 福建省   | 南平市順昌縣郑坊乡罗坊村          |
| 清嘉慶二十四年（西元1819年）（重建） | 光澤齊天廟               | 福建省   | 南平市光泽县鸾凤乡饶坪村          |
| 民國                                 | 齐天大圣庙               | 福建省   | 南平市順昌縣郑坊乡郑坊村          |
| 香港                                 |                          |          |                                   |
| 建立年份                             | 廟宇名稱                 | 地域     | 備註                              |
| 1964                                 | 秀茂坪大聖寶廟           | 九龍     | 觀塘區秀茂坪                      |
| 1973                                 | 柴灣大聖廟               | 香港島   | 東區柴灣新廈街                    |
|                                      | 石排灣大聖廟             | 香港島   | 南區石排湾                        |
|                                      | 石離白雲洞大聖廟         | 新界     | 葵涌石離金山白雲洞                |
| 台灣                                 |                          |          |                                   |
| 建立年份                             | 廟宇名稱                 | 縣市     | 備註                              |
| 1644                                 | 白坑玉聖殿               | 澎湖縣   |                                   |
| 1740                                 | 鎮轅境                   | 台南市   | 北区                              |
| 1806                                 | 萬福庵                   | 台南市   | 中西区                            |
| 1960                                 | 和順大聖廟               | 台南市   | 安南區安和路                      |
| 1965                                 | 台南大聖廟               | 台南市   | 東區立德二路                      |
| 1851                                 | 清水玉聖寺               | 臺中市   | 清水區                            |
|                                      | 西鎮堂                   | 南投縣   | 埔里鎮                            |
| 1876                                 | 大聖宮                   | 花蓮縣   | 豐濱鄉港口村                      |
|                                      | 大聖公廟                 | 彰化县   | 大村鄉村上村                      |
| 1900                                 | 五間紫雲寺               | 宜兰县   | 壮围乡美城村                      |
| 1946                                 | 水濂宮                   | 臺北市   | 萬華區                            |
|                                      | 聖德宮                   | 臺北市   | 汐止區                            |
| 1954                                 | 齊天宮                   | 高雄市   | 彌陀區                            |
| 1959                                 | 聖濟宮                   | 基隆市   | 中正區                            |
| 1992                                 | 九玄聖宮                 | 新北市   | 烏來區                            |
|                                      | 南天齊天大聖             | 台東縣   | 四維路二段                        |
|                                      | 五指山齊天大聖爺         | 新竹縣   | 北埔鄉                            |
| 2016                                 | 聖龍宮                   | 新竹縣   | 竹東鎮中豐路3段187號              |
| 馬來西亞                             |                          |          |                                   |
| 建立年份                             | 廟宇名稱                 | 州屬     | 備註                              |
| 1935                                 | 西靈宮                   | 雪蘭莪   | 瓜雪縣巴西不南邦                  |
| 1954                                 | 南天宫                   | 雪蘭莪   | 吉胆島                            |
| 1986                                 | 自在宮                   | 雪蘭莪   | 鹅唛县士拉央                      |
| 1942                                 | 齐天府                   | 馬六甲   | 郑和将军路                        |
|                                      | 玄圣宫                   | 馬六甲   | 金纱城                            |
|                                      | 花果山                   | 馬六甲   |                                   |
|                                      | 玄圣宫                   | 馬六甲   | 新马六甲花园                      |
|                                      | 玄圣宫                   | 馬六甲   | 班底昆罗                          |
| 1947                                 | 萬仙宮                   | 吉隆坡   | 甲洞帝沙再也（Desa Jaya）         |
| 1981                                 | 紫竹蓮齊天大聖宮         | 吉隆坡   | 甲洞百美園（Taman Wangsa Permai） |
| 1986                                 | 水濂宮                   | 吉隆坡   | 甲洞美嘉花园（Taman Megah）       |
| 1993                                 | 齊孫宮                   | 吉隆坡   | 甲洞美納园（Metro Prima）         |
| 1957                                 | 清岩宮                   | 檳城     | 喬治市海墘                        |
| 1960年代                             | 武拉必花園大圣宮         | 檳城     | 大山腳武拉必花園（Taman Berapit） |
| 1963                                 | 聖德恩宮                 | 砂拉越   | 古晉市青草路（Green Road）        |
| 1974                                 | 砂南坡大圣爷佛祖庙南山洞 | 砂拉越   | 古晉市石隆門                      |
|                                      | 下梯頭齊天大聖廟         | 砂拉越   | 斯里阿曼省英吉利里                |

## 文化反响

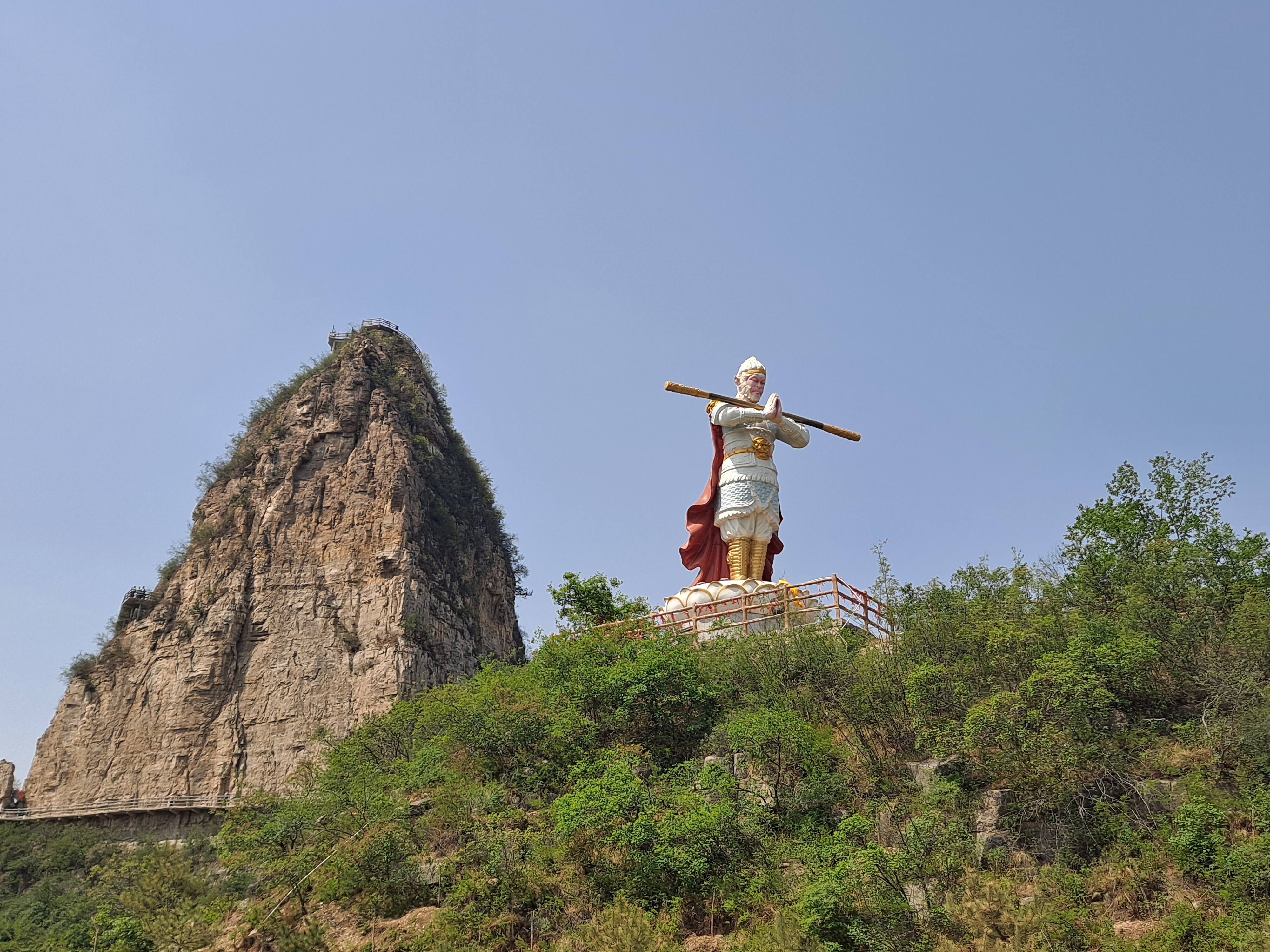
五行山上的孙悟空像

孙悟空的文学艺术造型反映了中国古代的诸多哲学思想，现代学者认为孙悟空的形象代表了当时人民渴望反抗残暴的朝廷、却又无力改变现实的情景。同时孙悟空还是一个尝试超越自然秩序的代表，其名被许多宗教学者解释为：因“悟”，则“空”。反映了现实秩序中的空洞和虚无，人类追求新秩序以及自由的思想。
- 清代道士陳士斌所著評書『西遊真詮』中，評價孫悟空的性格「猿性缓，主静；猴性躁，主动。喻道体之有动静，与人心之有动静相配，非谓猿猴即人心也」符合道的修為，並非如批評者所言脾性躁動者[43]。
- 毛泽东称孙悟空为“玉宇澄清万里埃”。
- 周星驰主演的电影大话西游，因電視台高頻率的重複播映以及其独特的无厘头风格，对当时广大的青少年产生了影响，許多觀眾能熟记得该电影的某些詼諧台词。
- 悟空是數個以孫悟空來命名的颱風。
- 悟空是中国的太空探测器暗物质粒子探测卫星的俗称，命名表示了它像孙悟空那样有着火眼金睛，能看到看不见的暗物质。
- 悟空翼龍科、悟空翼龍屬：以孙悟空命名之中生代翼龙的一类。
- 斗战翼龙属：以孙悟空成佛后的封号斗战胜佛命名之中生代翼龙的一类。

## 相关创作

### 戏剧

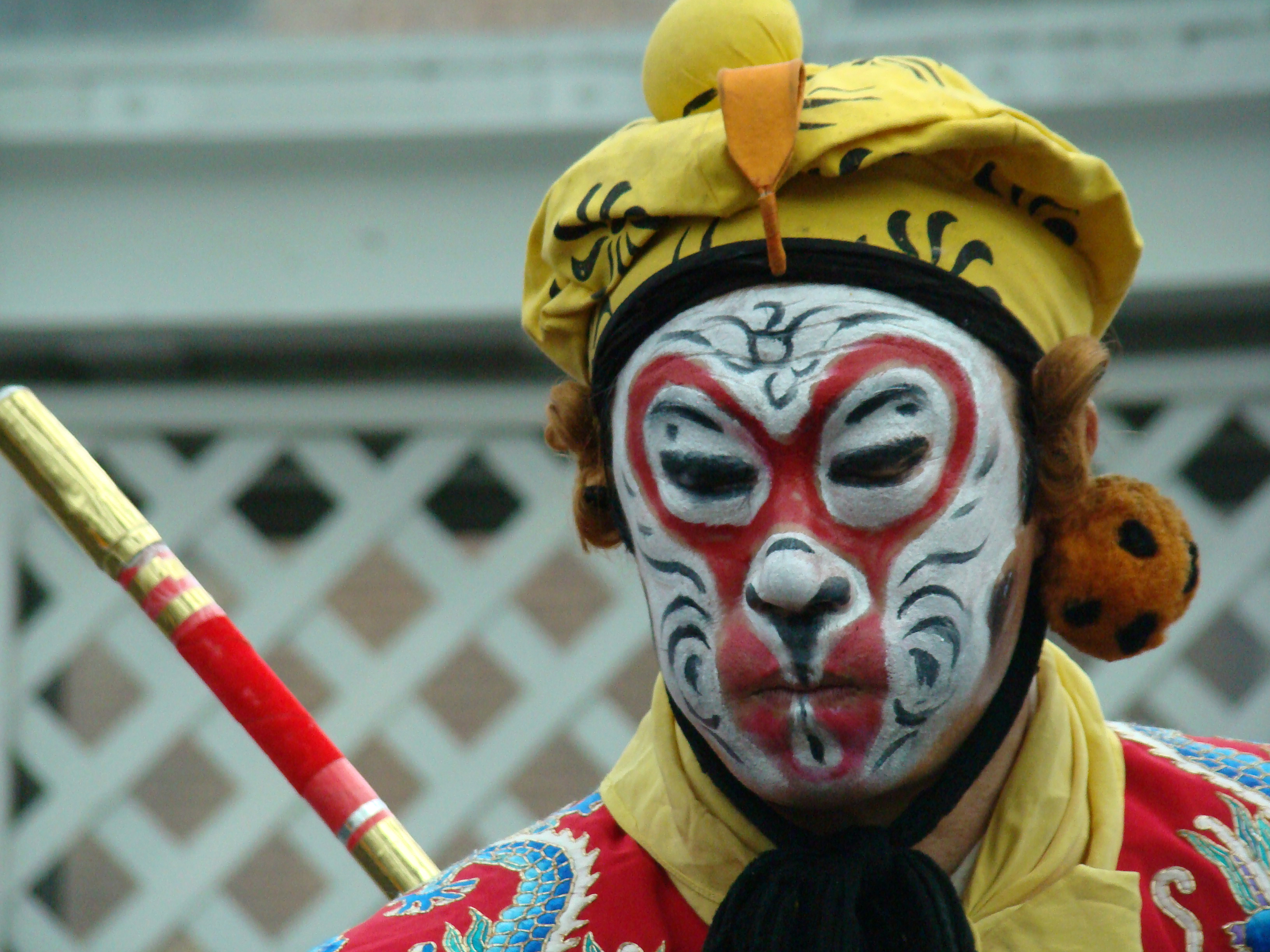
京剧西游记中的孙悟空的臉譜

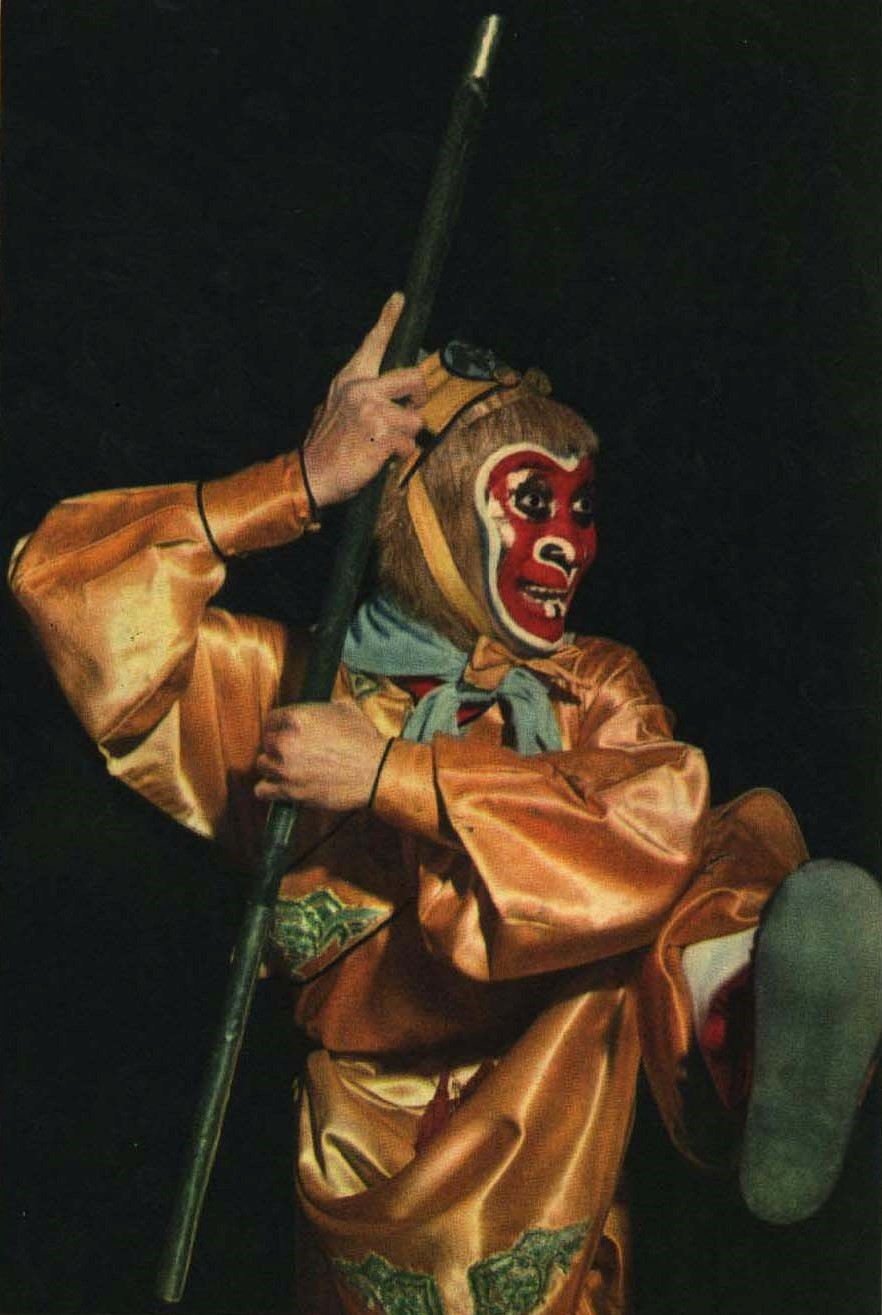
1962年 浙江绍剧中的孙悟空

在以京剧为代表的传统戏剧，包括后来的影视剧中，有许多因饰演孙悟空而出名的戏曲演员，例如極具代表性的六龄童家族。大闹天宫、三打白骨精等孫悟空活躍的部分，都是常被改编成戏曲的段落。

### 歌曲
- Monkey Magic（日本电视剧《西游记》片头曲），由后醍醐乐队（Godiego）演唱
- 大圣歌（电视剧《西游记》插曲），由胡寅寅演唱
- 一生所爱（电影《大话西游之大圣娶亲》片尾曲），由卢冠廷、莫文蔚演唱（后舒淇独唱版系电影《西游·降魔篇》主题曲；舒淇+韩庚版系电影《大话西游3》主题曲）
- 猴哥（动画剧《西游记》片头曲），由张伟进演唱
- 通天大道宽又阔（电视剧《西游记续集》片头曲），由崔京浩演唱
- 我欲成仙（电视剧《西游记后传》片头曲），由刘欢演唱
- 孙悟空（动画电影《红孩儿大话火焰山》主题曲），由五月天演唱
- 齐天大圣，由许嵩演唱
- 齐天大盛，由至上励合演唱
- 金箍棒，由龚琳娜演唱，老锣助演
- 悟空，由贰婶演唱
- 悟空，由戴荃演唱（后戴荃+谭维维版系电视剧《凌云志》片头曲）
- 大圣归来（致《西游记之大圣归来》），由冯圣雅演唱
- 斗战胜佛（致《西游记之大圣归来》），由老虎欧巴演唱
- 行者万里（致《西游记之大圣归来》），由Smile小千演唱
- 顽石（致《西游记之大圣归来》），由萧忆情演唱
- 就是孙悟空（电影《西游记之孙悟空三打白骨精》主题曲），由郭富城演唱
- 孙大圣，由龙井说唱演唱
- 齐天大圣（腾讯旗下网络游戏《斗战神》灵猴职业主题曲），由赵京演唱
- 悟空，由方大同演唱
- 齐天大圣，由宋秉洋演唱
- 齐天大圣（改编自电视剧《西游记》片头曲），由华晨宇演唱
- 齐天（电影《悟空传》主题曲），由华晨宇演唱
- 悟空，由MC康路演唱
- 至尊宝，由徐良、杨威演唱

### 电视剧
（按：以下列表不全，仅列出重要作品；包括部分网络剧。）
- 西遊記（1966年），岳華飾演
- 鐵扇公主（1966年），岳華飾演
- 新西遊記（1971年），台視閩南語布袋戲
- 西游记（1978年），堺正章（日语：堺正章）飾演
- 西游记（1982年），六小龄童飾演，該劇系中国大陆重播率最高的电视剧，每年寒暑假都有电视台播映。
- 齊天大聖（1983年），台視國語布袋戲
- 中國神話故事西遊記（1983年），龍傳人 、張光禧飾演，該劇系臺灣收視率最高的電視單元劇。
- 西遊記外傳（1991年），常桂祥飾演
- 西遊記（1993年），本木雅弘飾演
- 新·西遊記（日语：新・西遊記）（1994年），唐澤壽明飾演
- 西遊記 （1996年），張衛健飾演，該劇系香港當年收視冠軍。
- 西遊記（貳）（1998年），陳浩民飾演。
- 東遊記（1998年），翁清海飾演
- 齊天大聖孫悟空（2000年），左孝虎飾演
- 西遊記後傳（2000年），曹榮飾演
- 春光灿烂猪八戒（2000年），屈中恆飾演
- 齊天大聖孫悟空 （2002年），張衛健飾演，該劇系張衛健二度飾演孙悟空。
- 寶蓮燈（2005年），丁健飾演
- 紅孩兒（2006年），翁清海飾演，該劇系翁清海二度飾演孙悟空。
- 西遊記（2006年），香取慎吾飾演
- 吴承恩与西遊記（2007年），六小龄童飾演，該劇系六小龄童二度飾演孙悟空。
- 魔幻手機（2008年），丁健飾演
- 宝莲灯前传（2009年），丁健飾演，該劇系丁健三度飾演孙悟空。
- 西遊記（2010年），费振翔飾演
- 西遊記（2011年），吴樾、王九胜飾演
- 大话西游之爱你一万年（2017年），黄子韬飾演
- 和遊記（2017年），李昇基飾演
- 大神猴（2020年），谢苗飾演
- 凌云志（原名：大泼猴）（2023年），林峯飾演
- 西遊ABC（2023年），吳彥祖飾演

### 电影
（按：以下列表不全，仅列出重要作品；包括部分网络大电影；另，此列表仅列出真人电影，动画电影详见西遊記的衍生作品列表。）
- 盤絲洞（1927年），吳文超飾演
- 孫悟空前篇（1940年），榎本健一飾演
- 孫悟空後篇（1940年），榎本健一飾演
- 孫悟空（1959年），三木則平飾演
- 紅孩兒（1962年），張小鵬飾演
- 盤絲洞（1967年），周龍章飾演
- 紅孩兒（1975年），劉中蓁飾演
- 西行平妖（1991年），董志华飾演
- 西遊記第壹佰零壹回之月光寶盒（1995年），周星馳飾演
- 西遊記大結局之仙履奇緣（1995年），周星馳飾演
- 哪吒大战美猴王（1996年），林志颖饰演
- 大鬧天宮（1996年），李阳鸣飾演
- 西游记：失落的帝国 （2001年），王盛德饰演
- 情癫大圣（2005年），陈柏霖飾演
- 功夫之王（2008年），李连杰飾演
- 西遊·降魔篇（2013年），葛行宇、黃渤飾演
- 西遊記之大鬧天宮（2014年），甄子丹飾演
- 萬萬沒想到：西遊篇（2015年），劉循子墨飾演
- 西遊記之孫悟空三打白骨精（2016年），郭富城飾演
- 大話西遊3（2016年），韓庚飾演
- 大闹天竺（2017年），六小龄童飾演
- 西遊·伏妖篇（2017年），林更新飾演
- 悟空傳（2017年），彭于晏飾演
- 西遊記之女兒國（2018年），郭富城飾演
- 孫悟空大戰盤絲洞（2020年），陈浩民饰演

### 综艺
- 《一年一度喜剧大赛》剧目《悟空》（2021年），蒋龙饰演

### 电子游戏

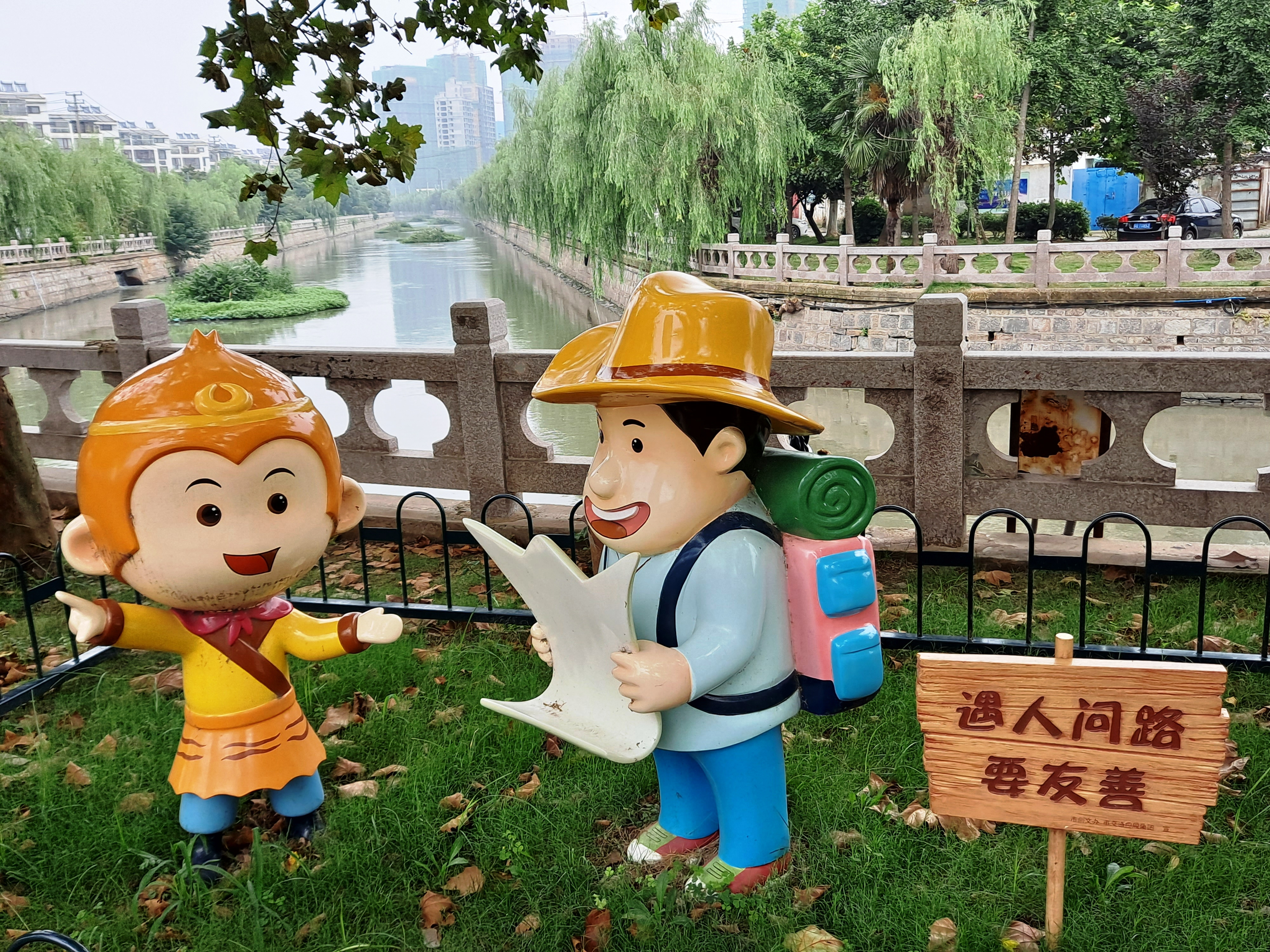
连云港街头的孙悟空卡通

- 西游记，一款由卡普空公司于1984年制作的街机游戏。
- 英雄聯盟、SMITE、Dota 2等競技類遊戲中，皆可以選擇英雄悟空作為參戰人物。
- 神奇寶貝鑽石&珍珠，當中的火系精靈小火焰猴和其進化形猛火猴和烈焰猴，皆以孫悟空的樣貌作為藍本。
- 戰甲神兵 ，悟空戰甲。
- DotA，装备金箍棒。
- CSO，有依唐僧徒弟三人命名的武器：捲簾將軍、天蓬元帥、齊天大聖。
- 神話世紀資料片龍之傳說的古典時代副神，主神为女媧。
- 西游释厄传
- 大话西游
- 梦幻西游
- 无双大蛇系列（光榮公司開發，小山力也配音）
- QQ西游，后更名为天命西游。
- 西游记之大圣归来
- 劍與遠征神話級半神英雄，齊天大聖孫悟空。
- 黑神话：悟空
- 西游记，1999年，日本光榮出品的SLG遊戲，遊戲平台為

PS。
- 集合啦！动物森友会中的岛民天圣以孙悟空作为设计灵感

### 漫画
（按：此列表仅列出漫画作品，动画作品详见西遊記的衍生作品列表。）
- 西游漫记（张光宇 1945年，中国彩色连环画）
- 绘本西游记（水岛尔保布（日语：水島爾保布） 1950年，日本连环画）
- 我的孙悟空（手冢治虫 1952年，日本漫画）
- 西游记38变（蔡志忠 1981年，台湾漫画）
- 西游记：石猿冒险物语（村野守美 1981年，日本漫画）
- 西游记（小岛功（英语：Kō Kojima） 1984年，日本漫画）
- 西游妖猿传（日语：西遊妖猿伝）（诸星大二郎 1983年，日本漫画）
- 七龙珠（鸟山明 1984年，日本漫画）
- 美猴王（叶清岳 1988年，台湾漫画）
- 超时空猴王（梁挺 1989年，香港漫画）
- 七十二变（孙家裕 1991年，台湾漫画）
- 后西游记（蔡志忠 1992年，台湾漫画）
- 爆笑西游记（真锅让治 1993年，日本漫画）
- 西游奇传：大猿王（寺田克也（英语：Katsuya Terada） 1995年，日本漫画）
- 犬夜叉（高桥留美子 1996年，日本漫画）
- 最游记（峰仓和也 1997年，日本漫画）
- 禁止闹翻天（清岳大明 1997年，台湾漫画）
- 绘本西游记（周锐主编，太田大八（日语：太田大八）绘画 1997年，中国大陆 & 日本绘本）
- 西游释厄传（Jack主编，吴旭曜绘画 1998年，台湾漫画)
- 西游记PLUS（高镇浩 2001年，韩国漫画）
- 猴王五九（英语：Monkey Typhoon）（有森丈时主编，葵露梦绘画 2001年，日本漫画）
- 大话西游漫画・月光宝盒（薛峰 2002年，中国大陆漫画）
- 大圣王（邱福龙 2002年，香港漫画）
- 戏游记（陈翔 2002年，中国大陆漫画）
- 悟空传（今何在主编，屠楠、张梁绘画 2004年，中国大陆漫画）
- Dear Monkey 西游记（白井三二朗 2005年，日本漫画）
- 美生中国人（杨谨伦 2006年，美国漫画）
- 数码西游（方舒眉主编，马星原绘画 2006年，香港漫画）
- 无上西天（叶明轩 2008年，台湾漫画）
- 降妖伏魔录（二十三 2009年，中国大陆漫画）
- 梦幻西游（上海漫唐堂文化传播有限公司 2009年，中国大陆漫画）
- 十万个冷笑话·西游篇（寒舞 2010年，中国大陆漫画）
- 萌幻西游（绿尘 2011年，中国大陆漫画）
- 三眼哮天录（刘飒主编，狸猫绘画 2011年，中国大陆漫画）
- 墨飞正传（墨飞 2014年，中国大陆漫画）
- 西游筋：唐山葬（Otosama 2014年，马来西亚漫画）
- 狠西游（北京青青树动漫科技有限公司（英语：Vasoon Animation） 2015年，中国大陆漫画）
- 诸神的紫菜包饭（张三疯 2015年，中国大陆漫画）
- 大猿神（荣荣 2015年，中国大陆漫画）
- 西行纪（郑健和主编，邓志辉绘画 2015年，香港漫画）
- 阎王不高兴（使徒子 2016年，中国大陆漫画）
- 四圣传（霍连杰 2016年，中国大陆漫画）
- 解离妖圣（浪白白 2018年，中国大陆漫画）
- 悟空传[註 3]（蔡峰 2020年，中国大陆漫画）
- 小猴王（英语：Monkey Prince）（杨谨伦、伯纳德·张（英语：Bernard Chang）、杰西卡·陈 2021年，美国DC漫画）
- 驱魔录·壹（邓昂 2022年，中国大陆漫画）

### 小说
- 《西游记》三大续书
  - 《续西游记》：作者不详。
  - 《西游补》：明·董说著。
  - 《后西游记》：作者不详。
- 《西游记》简本
  - 《唐三藏西游释厄传》：明·朱鼎臣著。
  - 《西游记传》：明·杨志和刪节《西游记》之版本，共四十回。
- 《新西游记》：清·陈景韩著。
- 《西游回忆录》[註 4]：笔聊生（林嘉鸿）著，专栏标明“猪八戒口述、笔聊生笔记”，行文使用三及第文体；1967至1974年间在香港《晶报》连载。
- 《新西游记》：陈舜臣著。
- 《新孙悟空》：叶永烈著，儿童科幻小说。
- 《西游新记》：童恩正著。
- 《新西游记》：钟海诚著。
- 《悟空传》、《西游日记》：今何在（曾雨）著，网络文学。
- 《唐僧传》：明白人著。
- 《天篷传》：火鸡著。
- 《沙僧日记》（沙僧日记1：秀逗的青春）、《沙僧日记2：盛开的师傅》：林长治著，网络文学。
- 《八戒日记》、《悟空日记》、《唐僧日记》：吴俊超著，网络文学。
- 《唐僧自传》、《八戒自传》、《沙僧自传》：夫子著。
- 《悟空前传--斗佛》：路飞的小猪著。
- 《妖怪记事簿》、《妖怪记事簿2》：敦煌著。
- 《唐僧写给观音的36封信》：辛可著。
- 《唐僧志》：蓝波水著，网络文学。
- 《反西游记》：庄蝶庵著，网络文学。
- 《沙僧吐槽日记》：快刀青衣（得到App联合创始人之一）著。
- 《齐天传》系列：楚阳冬著。
- 《大泼猴》系列：甲鱼不是龟（袁选）著，网络文学。
- 《反转西游》：泥人波波著，网络文学。
- 《西游八十一案》系列：陈渐著。
- 《西游·再见悟空》：圣者晨雷著。
- 《太白金星有点烦》：马伯庸著。

## 其他
- 瘋神無雙，許效舜飾演
- 日產廣告NOTE，二宮和也飾演

## 类似故事
- 西特洛康，为台灣達悟族傳說中由石頭變成的人
- 石矶娘娘，为《封神演义》里，有一块石头变成的女妖
- 贾宝玉，为《红楼梦》里，由女娲补天的最后一块石头变成的人

## 註記
1. ↑  《西游记》中并未交待其来历，由“须菩提”的名字可以判断此人物应属于佛教范畴，但在《西游记》中却被描写为一个既精通道教也精通佛教的神仙形象：法力高深，弟子众多，教化广泛。山野之民，均受其教化。他不仅渡人向道，也教一些强身健体，修心养性的方法给广大的民众。深得一方民众的尊敬。請參見须菩提。
2. ↑  . .   [2022-01-26]. （原始内容存档于2022-01-26）. 铅是天地之父母，阴阳之根基。
3. ↑  与今何在版本《悟空传》故事无关联。
4. ↑  与1942年沈公健著《西游回忆录》及2023年索达吉堪布著《西游回忆录》内容无关联。